# Murato
Murato es una comuna y población de Francia, en la región de Córcega, departamento de Alta Córcega. Situada en el distrito de Bastia, es la cabecera y mayor población del cantón de Le Haut-Nebbio.
Su población en el censo de 1999 era de 555 habitantes.

## Demografía
| 534 | 538 | 538 | 533 | 565 | 555 |
| Para los censos de 1962 a 1999 la población legal corresponde a la población sin duplicidades (Fuente: INSEE [Consultar]) |     |     |     |     |     |

- Datos: Q637428
- Multimedia: Murato / Q637428

1. ↑  Worldpostalcodes.org, código postal n.º 20239.
2. ↑  INSEE, Datos de población para el año 2012 de Murato (en francés).